# エカテリンブルク旅客駅
エカテリンブルク旅客駅（エカテリンブルクりょかくえき、станция Екатеринбург-Пассажирский）は、ロシア連邦スヴェルドロフスク州のエカテリンブルクにある鉄道駅である。

## 概要

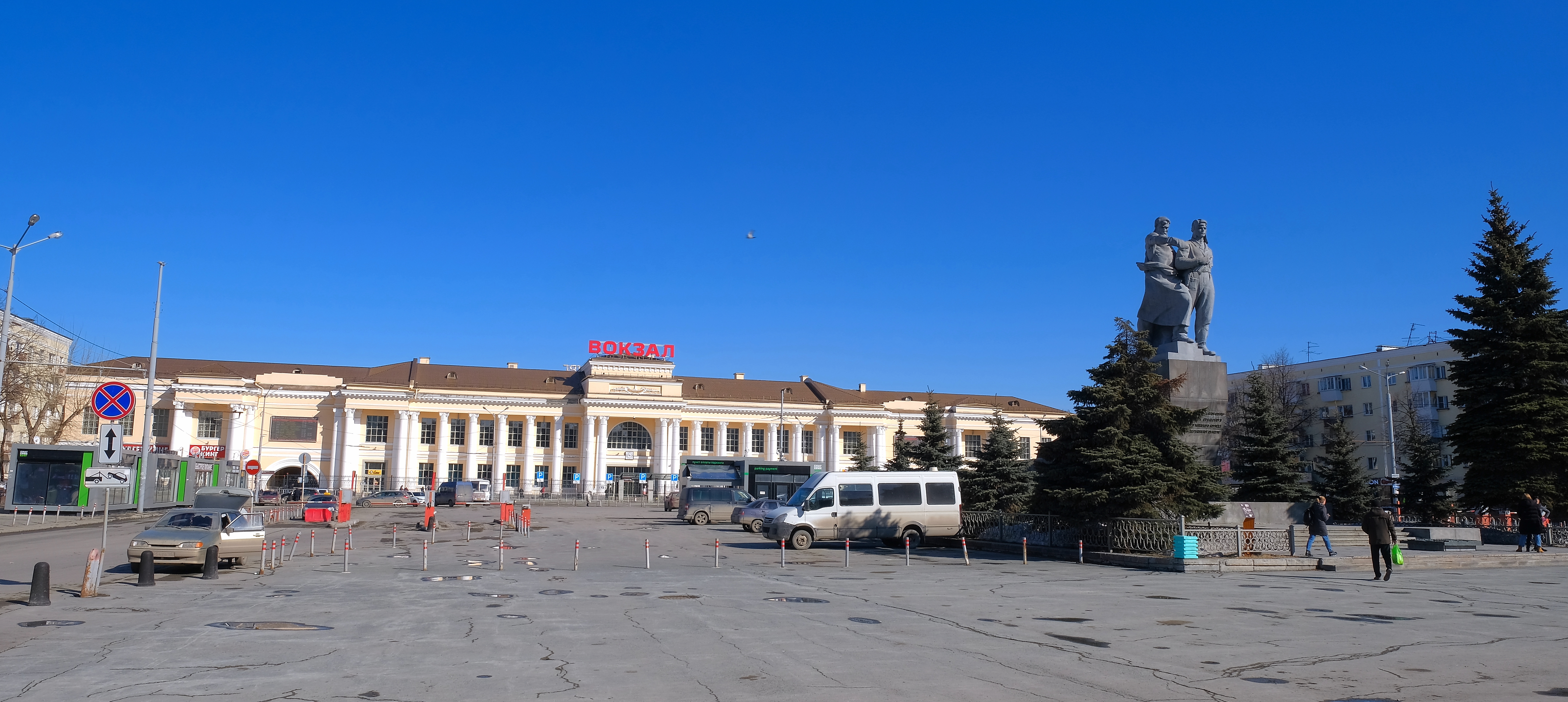
プリヴォクザルナヤ広場

ロシア鉄道スヴェルドロフスク鉄道支社の拠点駅であるとともに、シベリア鉄道における巨大なジャンクション駅でもある。駅舎は4つの建物から構成され、1日180本以上の列車が発着する。1997年から2001年にかけて駅舎がリニューアルされた。ソ連時代の都市名は「スヴェルドロフスク」であり、体制転換後もしばらくは「スヴェルドロフスク駅」のままであったが、2010年3月30日にエカテリンブルク駅に改称された。
ロシア革命後の1918年4月30日に前皇帝ニコライ2世らロマノフ家一族がトボリスクからエカテリンブルクのイパチェフ館に幽閉される際にはエカテリンブルク駅まで列車で移送された。

## 列車
- 2016年7月現在

### 通年運行
| 列車番号                          | 運行区間                                | 列車番号                          | 運行区間                                |
| --------------------------------- | --------------------------------------- | --------------------------------- | --------------------------------------- |
| 1（ロシア号）                     | ウラジオストク - モスクワ               | 2（ロシア号）                     | モスクワ - ウラジオストク               |
| 3                                 | 北京 - モスクワ                         | 4                                 | モスクワ - 北京                         |
| 5                                 | ウランバートル - モスクワ               | 6                                 | モスクワ - ウランバートル               |
| 11 (ヤマル号)                     | ノヴィ・ウレンゴイ - モスクワ           | 12 (ヤマル号)                     | モスクワ - ノヴィ・ウレンゴイ           |
| 13 (ノヴォクズネツク号)           | ノヴォクズネツク - サンクトペテルブルク | 14 (ノヴォクズネツク号)           | サンクトペテルブルク - ノヴォクズネツク |
| 19（ボストーク号）                | 北京 - モスクワ                         | 20（ボストーク号）                | モスクワ - 北京                         |
| 29 (クズバス号)                   | ケメロヴォ - モスクワ                   | 30 (クズバス号)                   | モスクワ - ケメロヴォ                   |
| 37 (トミチ号)                     | トムスク - モスクワ                     | 38 (トミチ号)                     | モスクワ - トムスク                     |
| 43                                | ハバロフスク - モスクワ                 | 44                                | モスクワ - ハバロフスク                 |
| 45 (ウラル号)                     | エカテリンブルク - キスロヴォツク       | 46 (ウラル号)                     | キスロヴォツク - エカテリンブルク       |
| 49 (マラヒート号)                 | エカテリンブルク - モスクワ             | 50 (マラヒート号)                 | モスクワ - エカテリンブルク             |
| 55（エニセイ号）                  | クラスノヤルスク - モスクワ             | 56（エニセイ号）                  | モスクワ - クラスノヤルスク             |
| 57                                | イルクーツク - キスロヴォツク           | 58                                | キスロヴォツク - イルクーツク           |
| 59 (チュメニ号)                   | ニジネヴァルトフスク - モスクワ         | 60 (チュメニ号)                   | モスクワ - ニジネヴァルトフスク         |
| 63                                | ノヴォシビルスク - ミンスク             | 64                                | ミンスク - ノヴォシビルスク             |
| 67 (サヤヌィ号)                   | アバカン - モスクワ                     | 68 (サヤヌィ号)                   | モスクワ - アバカン                     |
| 69                                | チタ - モスクワ                         | 70                                | モスクワ - チタ                         |
| 71 (デミドフスキー・エクスプレス) | エカテリンブルク - サンクトペテルブルク | 72 (デミドフスキー・エクスプレス) | サンクトペテルブルク - エカテリンブルク |
| 73                                | チュメニ - サンクトペテルブルク         | 74                                | サンクトペテルブルク - チュメニ         |
| 75                                | ネリュングリ - モスクワ                 | 76                                | モスクワ - ネリュングリ                 |
| 81                                | ウラン・ウデ - モスクワ                 | 82                                | モスクワ - ウラン・ウデ                 |
| 87/88                             | ニジネヴァルトフスク - サマーラ         | 87/88                             | サマーラ - ニジネヴァルトフスク         |
| 89 (ザウラリエ号)                 | ペトロパブル - モスクワ                 | 90 (ザウラリエ号)                 | モスクワ - ペトロパブル                 |
| 91                                | セヴェロバイカリスク - モスクワ         | 92                                | モスクワ - セヴェロバイカリスク         |
| 95                                | バルナウル - モスクワ                   | 96                                | モスクワ - バルナウル                   |
| 99                                | ウラジオストク - モスクワ               | 100                               | モスクワ - ウラジオストク               |
| 101/102                           | ニジネヴァルトフスク - ペンザ           | 101/102                           | ペンザ - ニジネヴァルトフスク           |
| 103                               | ノヴォシビルスク - ブレスト             | 104                               | ブレスト - ノヴォシビルスク             |
| 105                               | ニジネヴァルトフスク - ヴォルゴグラード | 106                               | ヴォルゴグラード - ニジネヴァルトフスク |
| 109                               | ノヴィ・ウレンゴイ - モスクワ           | 110                               | モスクワ - ノヴィ・ウレンゴイ           |
| 117                               | ノヴォクズネツク - モスクワ             | 118                               | モスクワ - ノヴォクズネツク             |
| 121                               | オレンブルク - エカテリンブルク         | 122                               | エカテリンブルク - オレンブルク         |
| 127                               | クラスノヤルスク - アドレル             | 128                               | アドレル - クラスノヤルスク             |
| 135                               | バルナウル - モスクワ                   | 136                               | モスクワ - バルナウル                   |
| 139                               | ノヴォシビルスク - アドレル             | 140                               | アドレル — ノヴォシビルスク             |
| 145                               | チェリャビンスク - サンクトペテルブルク | 146                               | サンクトペテルブルク - チェリャビンスク |
| 191                               | チェリャビンスク - サンクトペテルブルク | 192                               | サンクトペテルブルク - チェリャビンスク |
| 303                               | アルマトイ - エカテリンブルク           | 304                               | エカテリンブルク - アルマトイ           |
| 305                               | ビシュケク - エカテリンブルク           | 306                               | エカテリンブルク - ビシュケク           |
| 309                               | ノヴィ・ウレンゴイ - エカテリンブルク   | 310                               | エカテリンブルク - ノヴィ・ウレンゴイ   |
| 315                               | タシケント - エカテリンブルク           | 316                               | エカテリンブルク - タシケント           |
| 335                               | エカテリンブルク - ノヴォロシースク     | 336                               | ノヴォロシースク - エカテリンブルク     |
| 341                               | ニジネヴァルトフスク - エカテリンブルク | 342                               | エカテリンブルク - ニジネヴァルトフスク |
| 343                               | エカテリンブルク - プリオビエ           | 344                               | プリオビエ - エカテリンブルク           |
| 345/346                           | ニジネヴァルトフスク - アドレル         | 345/346                           | アドレル - ニジネヴァルトフスク         |
| 373/374                           | チュメニ - マハチカラ                   | 373/374                           | マハチカラ - チュメニ                   |
| 377                               | ノヴィ・ウレンゴイ - カザン             | 378                               | カザン - ノヴィ・ウレンゴイ             |
| 379/380                           | ノヴィ・ウレンゴイ - オレンブルク       | 379/380                           | オレンブルク - ノヴィ・ウレンゴイ       |
| 389/390                           | ノヴィ・ウレンゴイ - チェリャビンスク   | 389/390                           | チェリャビンスク - ノヴィ・ウレンゴイ   |
| 603                               | エカテリンブルク - ソリカムスク         | 604                               | ソリカムスク - エカテリンブルク         |
| 609                               | Устье-Аха - エカテリンブルク            | 610                               | エカテリンブルク - Устье-Аха            |
| 805                               | チェリャビンスク - エカテリンブルク     | 806                               | エカテリンブルク - チェリャビンスク     |
| 807                               | クルガン - エカテリンブルク             | 808                               | エカテリンブルク - クルガン             |

### 季節運行
| 列車番号 | 運行区間                                                  | 列車番号 | 運行区間                                                  |
| -------- | --------------------------------------------------------- | -------- | --------------------------------------------------------- |
| 233      | エカテリンブルク - アドレル                               | 234      | アドレル - エカテリンブルク                               |
| 289      | アナパ - エカテリンブルク                                 | 290      | エカテリンブルク - アナパ                                 |
| 521      | エカテリンブルク - ノヴォロシースク                       | 522      | ノヴォロシースク - エカテリンブルク                       |
| 589      | アドレル - エカテリンブルク                               | 590      | エカテリンブルク - アドレル                               |
| 595      | ノヴィ・ウレンゴイ - チュメニ - エカテリンブルク - アナパ | 596      | アナパ - エカテリンブルク - チュメニ - ノヴィ・ウレンゴイ |